# Nathan Young (curling)
Nathan Young (18 de noviembre de 2002) es un deportista canadiense que compite en curling. Ganó una medalla de oro en el Campeonato Pan Continental de Curling Masculino de 2022.

## Palmarés internacional
| Campeonato Pan Continental | Campeonato Pan Continental | Campeonato Pan Continental | Campeonato Pan Continental |
| Año                        | Lugar                      | Medalla                    | Prueba                     |
| -------------------------- | -------------------------- | -------------------------- | -------------------------- |
| 2022                       | Calgary (Canadá)           | Medalla de oro             | Equipo                     |